# Рівняння Кнотта

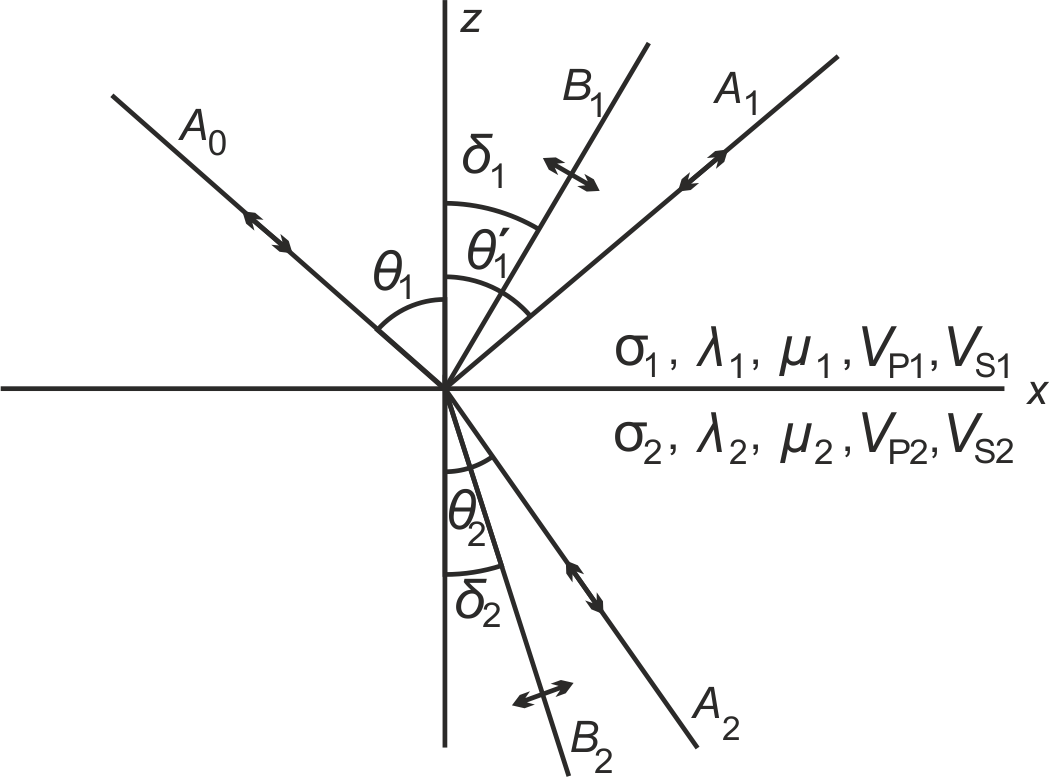
Діаграма, що показує переходи режиму, які виникають, коли Р-хвилі відбиваються на границях шарів всередині Землі при кутах падіння, відмінних від нормальних.

В геофізиці рівняння Кнотта (англ. Knott's equations) — рівняння, які описують перетворення амплітуд відбитих і заломлених плоских хвиль, що утворюються при різних кутах падіння на жорсткій плоскій границі двох однорідних, ізотропних пружних середовищ.
Вони були отримані в 1899 році англійським геофізиком Карджілом Гілстоном Кноттом, і описують в термінах потенціалів зміщення те саме явище, яке описується рівняннями Цьопріца в термінах амплітуд зміщення.
Ця задача була вперше розглянута Гріном в 1839 р. Грін намагався пояснити відбиття і заломлення світла за допомогою теорії пружних хвиль. Однак він не завершив усіх алгебраїчних перетворень, необхідних для випадку, коли два напівпростори мають зовсім різні пружні модулі та густини. Узагальнення виконали Кнотт в 1899 р. і незалежно від нього Карл Цьопріц в 1907 р.
Нехай з верхнього середовища у нижнє падає плоска поздовжня хвиля з амплітудою потенціалу зміщення {\displaystyle A_{0}} під кутом {\displaystyle \theta _{1}}, відмінним від нуля. Тоді на плоскій границі розділу середовищ утворюються чотири хвилі: поздовжня відбита ({\displaystyle A_{1},\theta _{1}^{'}}), поперечна відбита ({\displaystyle B_{1},\delta _{1}}), поздовжня заломлена ({\displaystyle A_{2},\theta _{2}}) і поперечна заломлена ({\displaystyle B_{2},\delta _{2}}).
Параметри середовища вказані на рисунку: {\displaystyle \sigma } — густина, {\displaystyle \lambda ,\mu } — константи Ляме, {\displaystyle V_{P}}, {\displaystyle V_{S}} позначають швидкості поширення відповідно поздовжніх і поперечних хвиль.
Тоді система рівнянь Кнотта матиме такий вигляд:
{\displaystyle \left\{{\begin{array}{rrrrrrrr}-a_{1}A_{0}&+&a_{1}A_{1}&-&B_{1}=&-a_{2}A_{2}&-&B_{2},\\A_{0}&+&A_{1}&+&b_{1}B_{1}=&A_{2}&-&b_{2}B_{2},\\\mu _{1}c_{1}A_{0}&+&\mu _{1}c_{1}A_{1}&-&2\mu _{1}b_{1}B_{1}=&\mu _{2}c_{2}A_{2}&+&2\mu _{2}b_{2}B_{2},\\-2\mu _{1}a_{1}A_{0}&+&2\mu _{1}a_{1}A_{1}&+&\mu _{1}c_{1}B_{1}=&-2\mu _{2}a_{2}A_{2}&+&\mu _{2}c_{2}B_{2},\end{array}}\right.}
де {\displaystyle a_{i}=\operatorname {ctg} \theta _{i}}, {\displaystyle b_{i}=\operatorname {ctg} \delta _{i}}, {\displaystyle c_{i}=b_{i}^{2}-1}.
Аналогічні рівняння можна вивести для падаючої поперечної хвилі.